# 島谷金二
島谷 金二（しまたに きんじ、1945年1月23日 - ）は、香川県高松市出身の元プロ野球選手（内野手）。

## 経歴

### プロ入りまで
高松商業高では、三番打者、遊撃手として1962年の全国高等学校野球選手権大会北四国予選決勝に進出。しかし、西条高の石川洵（立大－鐘紡）、村上公康のバッテリーに抑えられ敗退、甲子園出場を逸する。
高校卒業後は、創部間もない社会人野球の四国電力に進む。補強選手としての出場を含め都市対抗野球大会に4年連続出場。サンケイスワローズ、東映フライヤーズ、東京オリオンズと3度ドラフト会議で指名されながら入団拒否。しかし1968年のドラフト会議で中日ドラゴンズから9位指名を受け入団。ドラフト4回指名は、藤沢公也の5回指名に次ぐ日本プロ野球歴代2位の記録である。入団の経緯は高校の先輩にあたる西村正夫スカウト部長からの誘いと社会人野球で自身のレベルアップに限界を感じていたからという。

### 現役時代

#### 中日ドラゴンズ時代
四国電力時代は二塁手だったが、高校の先輩である監督の水原茂の意向で、三塁手へ転向。
1969年から、徳武定之に代わってレギュラーに抜擢され125試合に出場、規定打席（27位、打率.210）にも達する。10月10日の対巨人戦では金田正一が400勝を達成した場面の最後の打者となった。守備は優れていたが、同年には107三振を喫するなど打撃に課題があった。
1971年には打率.257、17本塁打と打撃も向上。
1973年には21本塁打を記録。
1974年はシーズン中盤に故障欠場するが、中日の20年ぶり2度目となるセントラル・リーグ優勝に貢献。優勝を決めるウイニングボール（山下大輔のサードライナー）を捕球したのが島谷であった。ロッテ・オリオンズとの日本シリーズでは、三塁手、二塁手として全6試合に先発出場するが、17打数3安打2打点と大きな活躍はできなかった。
1975年には130試合フル出場、ダイヤモンドグラブ賞を獲得。
1976年も129試合出場、21本塁打を記録。

#### 阪急ブレーブス時代
1977年、戸田善紀、森本潔、大石弥太郎、小松健二との3対4の大型トレードにより、稲葉光雄、大隅正人と共に阪急ブレーブスへ移籍。
1977年は開幕から三塁手を任され、シーズン後半は四番打者に定着。打率.325（有藤道世に4厘差のリーグ2位）を記録し、2度目のダイヤモンドグラブ賞を獲得、リーグ優勝に貢献する。巨人との日本シリーズは全5試合に四番打者として出場、第1戦では2安打2打点、第3戦では加藤初から本塁打を放つなど活躍、チーム日本一に寄与した。
1978年、1979年はベストナイン、ダイヤモンドグラブ賞を受賞。1978年のヤクルトとの日本シリーズでは24打数11安打6打点、第6戦では西井哲夫から本塁打を放ちシリーズ打撃賞を獲得。1979年には打率.312（10位）、102打点（加藤英司に2打点差の2位）を記録。
1982年のシーズン前半まで定位置を守るが、後半は松永浩美にポジションを譲る。同年オフ、チームの若返り方針により引退勧告を受け現役引退。

### 現役引退後
引退後は、1983年から1986年まで阪急の二軍野手総合コーチを務め、福良淳一は阪急入団１年目の秋季キャンプで、当時コーチだった島谷から指導を受けて打撃が向上、プロでやっていける自信がついたという。
1987年に星野仙一の監督就任と共に中日へ復帰。
1989年まで一軍打撃コーチを務めた。
1988年のリーグ優勝に貢献。
1990年から1992年までスカウト。
1993年から1994年まで二軍監督。井上一樹を投手から外野手へコンバートし、正岡は「井上にはスタミナがあった。人のいいところを見て、それを盗んで取り込んでいく。工夫して、努力したから使ったんよ。ワシが育てるんじゃない。選手が育つんよ。育つ子にたまたま出会っただけ」と述べている。
1995年は調査役を務めた。
1996年から星野仙一の監督復帰を受け1997年まで二軍打撃コーチ、その後は編成部スカウト部長、四国地区担当スカウトを経て、情報提供業務担当を務めた。
2016年2月からは明徳義塾高野球部にてコーチを務めている。
2016年オフには、高知市で行われた古巣オリックスの秋季キャンプにて、臨時コーチを務めた。

## 詳細情報

### 年度別打撃成績
| 年 度      | 球 団      | 試 合 | 打 席 | 打 数 | 得 点 | 安 打 | 二 塁 打 | 三 塁 打 | 本 塁 打 | 塁 打 | 打 点 | 盗 塁 | 盗 塁 死 | 犠 打 | 犠 飛 | 四 球 | 敬 遠 | 死 球 | 三 振 | 併 殺 打 | 打 率 | 出 塁 率 | 長 打 率 | O P S |
| ---------- | ---------- | ----- | ----- | ----- | ----- | ----- | -------- | -------- | -------- | ----- | ----- | ----- | -------- | ----- | ----- | ----- | ----- | ----- | ----- | -------- | ----- | -------- | -------- | ----- |
| 1969       | 中日       | 125   | 473   | 428   | 38    | 90    | 13       | 2        | 8        | 131   | 25    | 4     | 4        | 4     | 1     | 35    | 0     | 5     | 107   | 11       | .210  | .278     | .306     | .584  |
| 1970       | 中日       | 128   | 415   | 365   | 39    | 79    | 13       | 1        | 6        | 112   | 24    | 3     | 3        | 8     | 1     | 35    | 2     | 6     | 73    | 6        | .216  | .295     | .307     | .602  |
| 1971       | 中日       | 129   | 487   | 436   | 45    | 112   | 20       | 2        | 17       | 187   | 50    | 7     | 8        | 9     | 2     | 34    | 3     | 6     | 73    | 13       | .257  | .318     | .429     | .747  |
| 1972       | 中日       | 126   | 463   | 404   | 51    | 99    | 20       | 1        | 13       | 160   | 45    | 8     | 11       | 9     | 0     | 45    | 3     | 5     | 69    | 12       | .245  | .328     | .396     | .724  |
| 1973       | 中日       | 119   | 432   | 374   | 41    | 99    | 16       | 1        | 21       | 180   | 58    | 8     | 4        | 10    | 4     | 41    | 4     | 3     | 54    | 14       | .265  | .339     | .481     | .820  |
| 1974       | 中日       | 102   | 381   | 336   | 53    | 87    | 13       | 2        | 11       | 137   | 41    | 7     | 5        | 9     | 2     | 33    | 2     | 1     | 54    | 12       | .259  | .325     | .408     | .733  |
| 1975       | 中日       | 130   | 498   | 432   | 60    | 121   | 27       | 2        | 20       | 212   | 76    | 9     | 8        | 8     | 3     | 47    | 3     | 8     | 73    | 11       | .280  | .359     | .491     | .850  |
| 1976       | 中日       | 129   | 507   | 443   | 66    | 123   | 21       | 2        | 21       | 211   | 54    | 6     | 4        | 9     | 1     | 50    | 3     | 4     | 68    | 17       | .278  | .355     | .476     | .831  |
| 1977       | 阪急       | 130   | 521   | 477   | 62    | 155   | 25       | 1        | 22       | 248   | 74    | 3     | 4        | 0     | 4     | 35    | 0     | 5     | 45    | 14       | .325  | .374     | .520     | .894  |
| 1978       | 阪急       | 123   | 490   | 436   | 66    | 130   | 16       | 1        | 22       | 214   | 76    | 5     | 2        | 2     | 5     | 37    | 2     | 10    | 44    | 17       | .298  | .363     | .491     | .854  |
| 1979       | 阪急       | 127   | 553   | 490   | 81    | 153   | 31       | 3        | 27       | 271   | 102   | 4     | 2        | 3     | 8     | 46    | 3     | 6     | 48    | 10       | .312  | .373     | .553     | .926  |
| 1980       | 阪急       | 112   | 462   | 395   | 62    | 105   | 16       | 2        | 16       | 173   | 66    | 5     | 3        | 2     | 9     | 52    | 0     | 4     | 46    | 12       | .266  | .350     | .438     | .788  |
| 1981       | 阪急       | 114   | 429   | 383   | 57    | 108   | 14       | 1        | 23       | 193   | 64    | 3     | 2        | 6     | 2     | 37    | 3     | 1     | 49    | 11       | .282  | .345     | .504     | .849  |
| 1982       | 阪急       | 88    | 259   | 231   | 18    | 53    | 6        | 0        | 2        | 65    | 26    | 0     | 3        | 6     | 3     | 18    | 0     | 1     | 29    | 3        | .229  | .285     | .281     | .566  |
| 通算：14年 | 通算：14年 | 1682  | 6370  | 5630  | 739   | 1514  | 251      | 21       | 229      | 2494  | 781   | 72    | 63       | 85    | 45    | 545   | 28    | 65    | 832   | 163      | .269  | .338     | .443     | .781  |

- 各年度の太字はリーグ最高

### 表彰
- ベストナイン：2回 （三塁手 1978年 - 1979年）
- ダイヤモンドグラブ賞：4回 （三塁手 1975年、1977年 - 1979年）
- 日本シリーズ打撃賞：1回 （1978年）
- パ・リーグプレーオフ優秀選手賞：1回 （1977年）

### 記録
初記録
- 初出場・初先発出場：1969年4月12日、対広島東洋カープ1回戦（広島市民球場）、8番・三塁手として先発出場
- 初安打・初打点：同上、9回表に大石弥太郎から適時二塁打
- 初本塁打：1969年4月27日、対阪神タイガース5回戦（中日スタヂアム）、10回裏に柿本実から右越サヨナラソロ

節目の記録
- 100本塁打：1976年5月4日、対読売ジャイアンツ3回戦（後楽園球場）、9回表に小林繁から2ラン　※史上87人目
- 1000試合出場：1977年4月18日、対クラウンライターライオンズ前期2回戦（平和台球場）、7番・三塁手として先発出場　※史上189人目
- 1000安打：1978年5月21日、対南海ホークス前期9回戦（大阪スタヂアム）、9回表に村上之宏から適時打　※史上108人目
- 150本塁打：1978年6月3日、対近鉄バファローズ前期10回戦（藤井寺球場）、6回表に板東里視から左越逆転決勝2ラン　※史上51人目
- 200本塁打：1980年8月10日、対近鉄バファローズ後期6回戦（日生球場）、2回表に久保康生から左越3ラン　※史上35人目
- 1500試合出場：1981年5月5日、対日本ハムファイターズ前期4回戦（後楽園球場）、6番・三塁手として先発出場　※史上66人目
- 1500安打：1982年6月21日、対近鉄バファローズ前期10回戦（藤井寺球場）、2回表に井本隆から左前安打　※史上44人目

その他の記録
- オールスターゲーム出場：6回 （1975年 - 1980年）

### 背番号
- 30 （1969年 - 1970年）
- 8 （1971年 - 1982年）
- 68 （1983年 - 1986年）
- 67 （1987年 - 1989年）
- 91 （1993年 - 1994年）
- 84 （1996年 - 1997年）